# 5705 Ericsterken
5705 Ericsterken è un asteroide della fascia principale. Scoperto nel 1965, presenta un'orbita caratterizzata da un semiasse maggiore pari a 2,3150026 UA e da un'eccentricità di 0,2252613, inclinata di 4,68670° rispetto all'eclittica.